# 第5回インド国際映画祭
第5回インド国際映画祭（だい5かいインドこくさいえいがさい、5th International Film Festival of India）は、1974年12月30日から1975年1月12日までニューデリーで開催された。この年にインドの国鳥であるクジャクが映画祭のシンボルとして採用され、同時に「ヴァスダイヴァ・クトゥンバカム（世界は一つの家族）」の一文が映画祭の標語に採用された。また、同年には非コンペティブ映画祭「Filmotsav」をインド国際映画祭と交互に開催することも決定した。

## 受賞結果
- 長編映画部門金孔雀賞：『Dreaming Youth』 - ヤーノシュ・ロージャス（英語版）
- 短編映画部門金孔雀賞：『Automatic』